# Dear John letter
Dear John letter (ang. a Dear John letter) – istniejące w języku angielskim wyrażenie idiomatyczne, które oznacza list napisany przez kobietę do mężczyzny, w którym to liście adresat zostaje poinformowany o zakończeniu łączącego ich związku. Najprawdopodobniej idiom pojawił się po raz pierwszy w wojskowym słownictwie amerykańskim podczas II wojny światowej.
Odpowiednikiem listu w przypadku, gdy odbiorcą jest kobieta, a relację listownie zrywa mężczyzna, jest Dear Jane letter. Ten idiom pojawił się później.
Oba wyrażenia językowe są w dalszym ciągu używane.

## Charakterystyka
A Dear John letter to list lub w dzisiejszych czasach mejl, który młoda dziewczyna czy kobieta wysyła swojemu chłopakowi, narzeczonemu lub mężowi, aby poinformować go, że zerwała znajomość z nim, bo już dłużej go nie kocha lub znalazła innego partnera. Zwykle list jest wysyłany w przypadku związku kobiety z mężczyzną, który odbywa długą służbę wojskową daleko od domu lub w przypadku niemożliwości lub niechęci kobiety do odbycia rozmowy i osobistego poinformowania o zerwaniu czy wniesieniu do sądu sprawy o rozwód.
Poinformowanie o zerwaniu w formie listu Dear John jest uważane za jeden z najbardziej bezosobowych sposobów przekazania osobistej wiadomości, która ma druzgocący wpływ na nic niespodziewającego się odbiorcę. W przypadku żołnierza będącego na misji wojskowej tysiące kilometrów od domu, otrzymanie listu Dear John lub Dear Jane sprawia, że żołnierz traci wiarę w przyszłość. Amerykańscy żołnierze obawiają się otrzymania listu Dear John. List powiadamiający o zerwaniu relacji może stać się przyczyną popełnienia próby samobójczej przez zdesperowanego żołnierza ze złamanym sercem i świadomością, że nikt nie czeka na jego powrót. 

## Pochodzenie listu
Pochodzenie wyrażenia Dear John Letter nie jest pewne. Przypuszcza się, że określenie po raz pierwszy pojawiło się wśród amerykańskich żołnierzy podczas II wojny światowej, gdy amerykańskie oddziały stacjonowały przez długi czas za oceanem. W miarę upływu czasu osamotnione żony czy narzeczone decydowały się na nawiązywanie nowych znajomości z mężczyznami, którzy pozostali w kraju, zamiast czekać na powrót męża czy swojego chłopaka z wojny. Otrzymanie Dear John listu od dziewczyny oznaczało, że znalazła innego mężczyznę i nie będzie jej, gdy żołnierz wróci do domu.
W gazecie „St. Petersburg Times” z 21 marca 1944 w artykule Phila Newsoma pt. Hollywood Girls Gain Weight on Tour in Africa list zostaje zdefiniowany jako: list, który otrzymuje przebywający daleko poza granicami kraju żołnierz od swojej dziewczyny, która powiadamia go, że zamierza poślubić innego mężczyznę, lub od żony, która informuje go, że chce się z nim rozwieść.

## Koncept listu
Formalny zwrot Dear John rozpoczynający list, zamiast bezpośredniego Johnny czy ciepłego My Dearest miał na celu wytworzenie emocjonalnego dystansu pomiędzy autorem a odbiorcą listu, i nie pozostawiał złudzeń co do intencji piszącego. W niektórych przypadkach listy tego typu kończyły się dosłownie po nagłówku, aby uniknąć wymieniania bolesnych szczegółów. Imię John było wtedy popularnym męskim imieniem, a także zostało już wcześniej użyte w innych zwrotach językowych i frazach.